# Wolfenstein II: The New Colossus
Wolfenstein II: The New Colossus je akční adventura a střílečka z pohledu první osoby z roku 2017, kterou vyvinulo studio MachineGames a vydala společnost Bethesda Softworks. Jedná se o sedmý hlavní díl série Wolfenstein a pokračování hry Wolfenstein: The New Order z roku 2014.

## Synopse
Hra je zasazena do alternativní historie, která se odehrává v roce 1961 po vítězství Nacistů ve druhé světové válce. Příběh sleduje válečného veterána Williama „B.J.“ Blazkowicze a jeho úsilí bojovat proti nacistickému režimu ve Spojených státech amerických.

## Hratelnost
Herní mechanismy jsou do značné míry podobné těm z Wolfenstein: The New Order. I přesto představil vývojářský tým několik vylepšení, jako je například možnost hráčů používat ve hře jakoukoli kombinaci zbraní. Některé postavy a drobné dějové linie jsou v průběhu hry nahrazeny.

## Vývoj
Hra byla vytvořena na herním enginu id Tech 6. Technologie a animace vyžadovaly kompletní přepracování oproti minulému dílu, který používal id Tech 5. Cílem týmu bylo zachovat atmosféru soubojů z The New Order a dále ji zdokonalit. Vývojářský tým se snažil lépe charakterizovat postavu vojáka Blazkowicze.
Hudbu ke hře složil Mick Gordon a Martin Stig Andersen.

## Vydání
Hra vyšla v říjnu 2017 pro PlayStation 4, Windows a Xbox One. Pro Nintendo Switch byla vydána v červnu 2018. Její marketingová kampaň vzbudila kontroverzi kvůli opírání se do skutečných událostí.
Hra získala pozitivní ohlasy kritiků. Chváleny byly zejména postavy, příběh, herecké výkony a střelba, stejně jako celková prezentace hry, ačkoli design úrovní a hratelnost se u kritiků setkaly se smíšenými reakcemi.
Hra byla na konci roku několikrát nominována na ocenění a na The Game Awards 2017 získala ocenění Nejlepší akční hra. Po uvedení hry na trh vyšlo i kolekce tří DLC s názvem Freedom Chronicles. V roce 2019 byl vydán spin-off s názvem Wolfenstein: Youngblood.